# Alireza Haghi

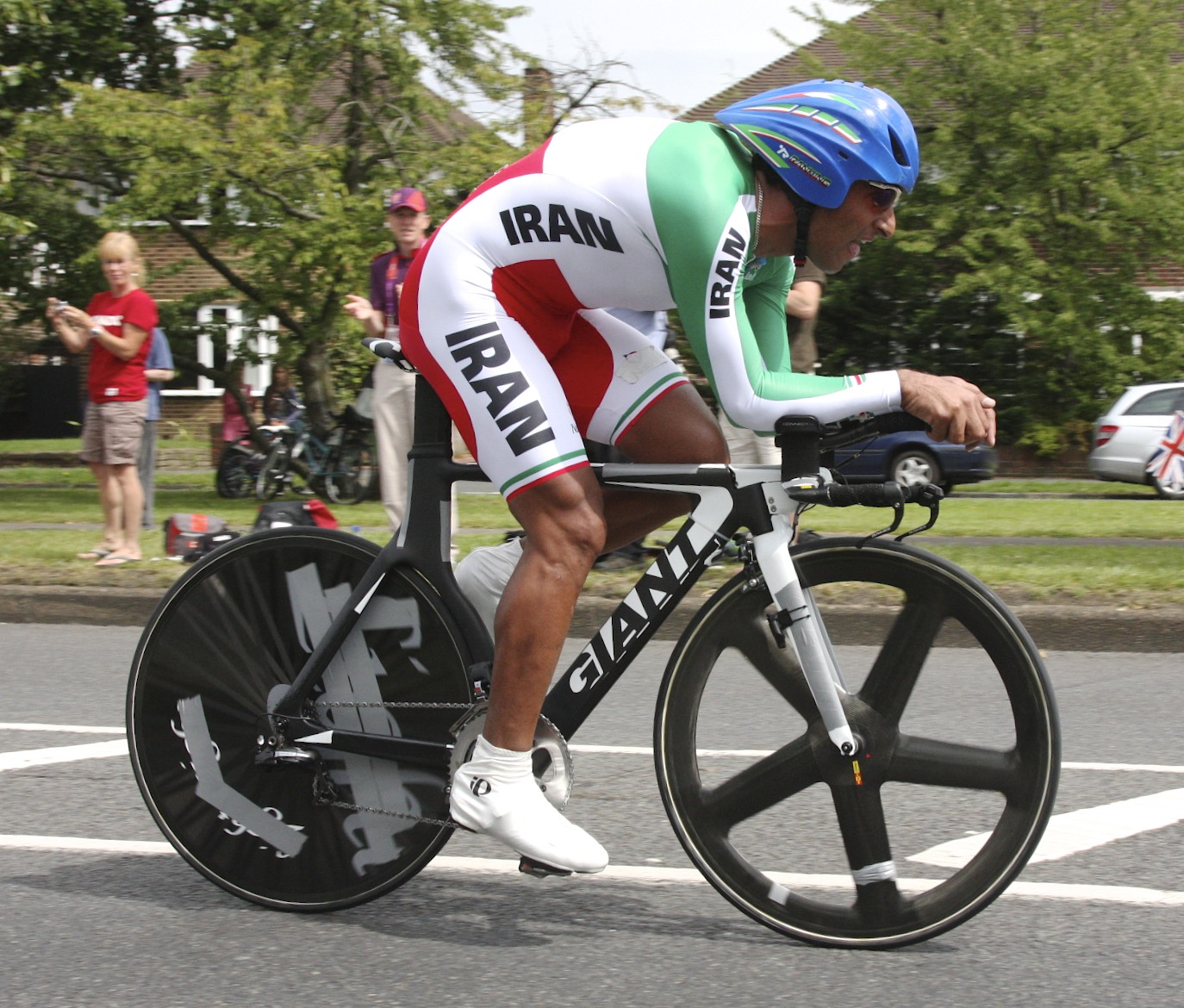
Alireza Haghi 2012

Alireza Haghi (persisch علیرضا حقی‎; * 8. Februar 1979 in Qods) ist ein iranischer Bahn- und Straßenradrennfahrer. Er ist einer der erfolgreichsten Radsportler Asiens.

## Sportliche Laufbahn
Seit 1999 startete Alireza Haghi regelmäßig Asiatischen Radsportmeisterschaften. In diesen Jahren stand er nahezu jährlich auf dem Podium und errang mindestens 18 Medaillen in verschiedenen Bahnradsport-Disziplinen. 2003 und 2012 wurde er asiatischer Meister in der Einerverfolgung und 1999 im Zweier-Mannschaftsfahren, gemeinsam mit Moezeddin Seyed-Rezaei. 2012 sowie 2014 wurde er nationaler Meister im Einzelzeitfahren auf der Straße. Auch errang er mehrfach iranische Meistertitel auf der Bahn.
2012 startete Haghi bei den Olympischen Spielen in London. Das Straßenrennen konnte er nicht beenden, beim Einzelzeitfahren belegte er Rang 36.

## Erfolge – Bahn
2003
- B-Weltmeister – Einerverfolgung
- Asienmeister – Einerverfolgung

2009
- Iranischer Meister – Einerverfolgung
- Iranischer Meister – Punktefahren

2012
- Asienmeister – Einerverfolgung

## Erfolge – Straße
2012
- Iranischer Meister – Einzelzeitfahren

2014
- Iranischer Meister – Einzelzeitfahren

## Teams
- 2005 Paykan
- 2011 Azad University
- 2012 Azad University Cross Team
- 2013 Ayandeh Continental Team
- 2014 Tabriz Petrochemical Team
- 2016 Tabriz Shahrdari Team